# Bisbat de Digne

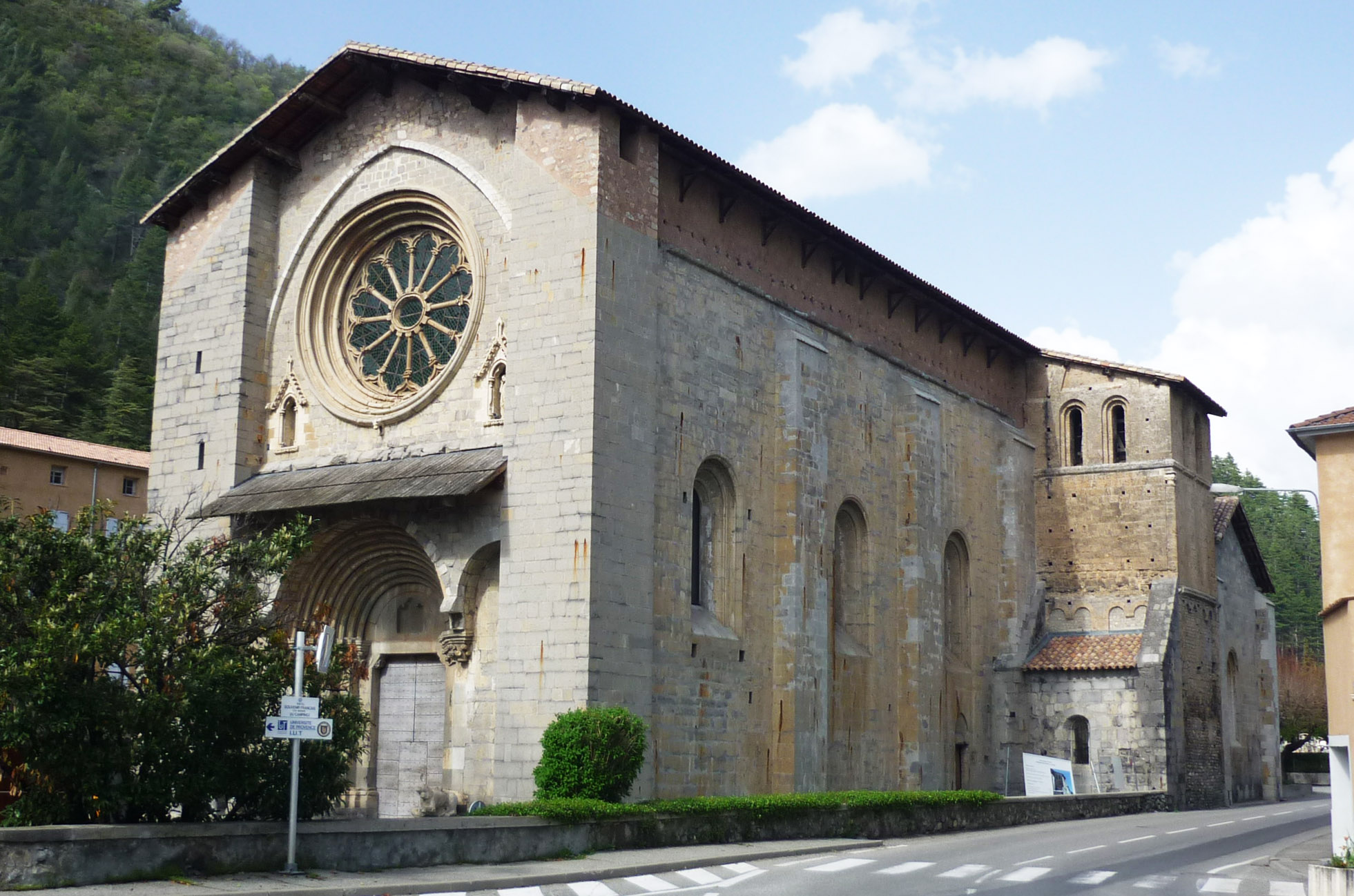
L'ex catedral de Digne, dedicada a Notre-Dame-du-Bourg.

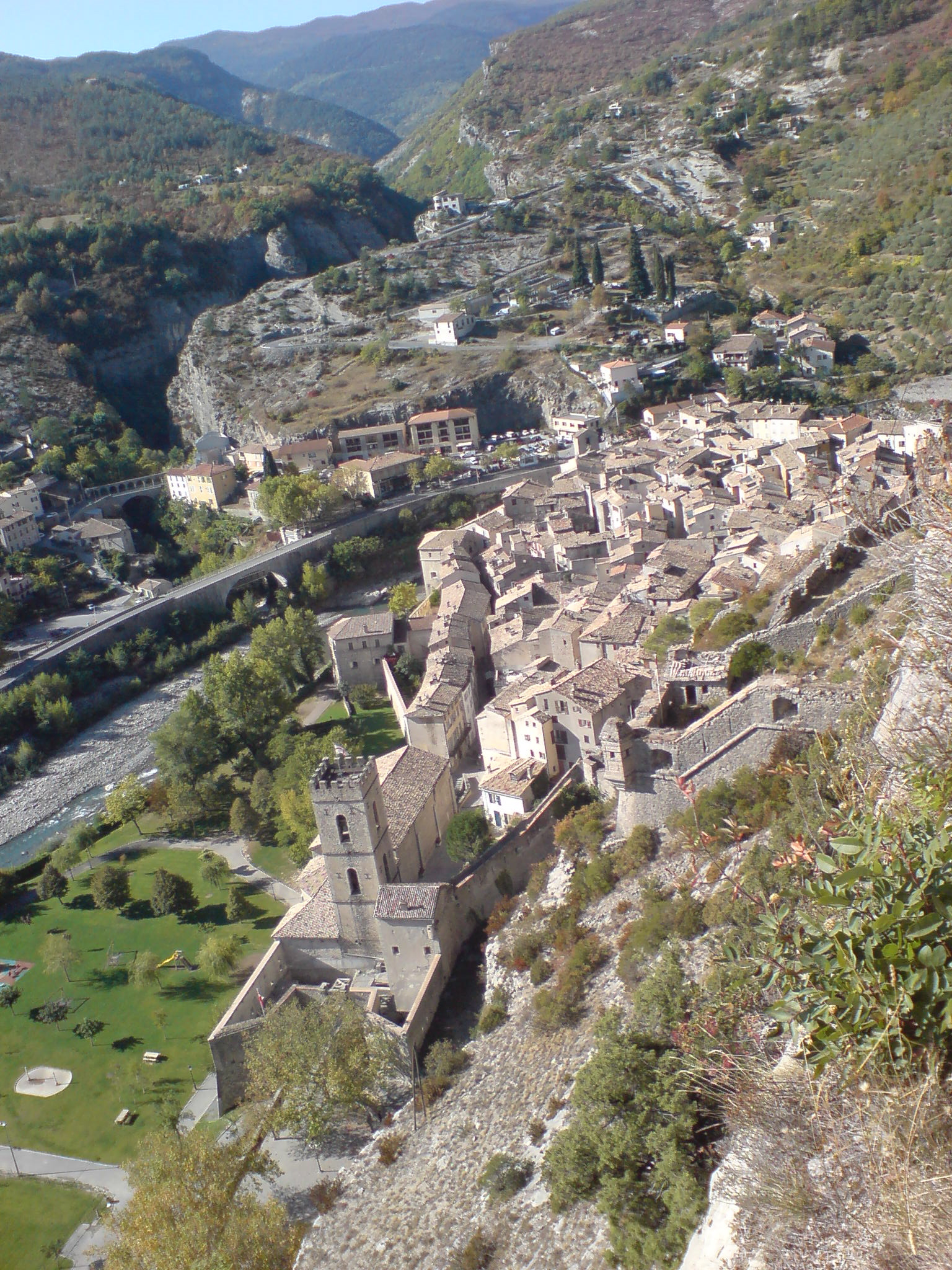
La ciutat d'Entrevaux, amb l'ex catedral en primer pla

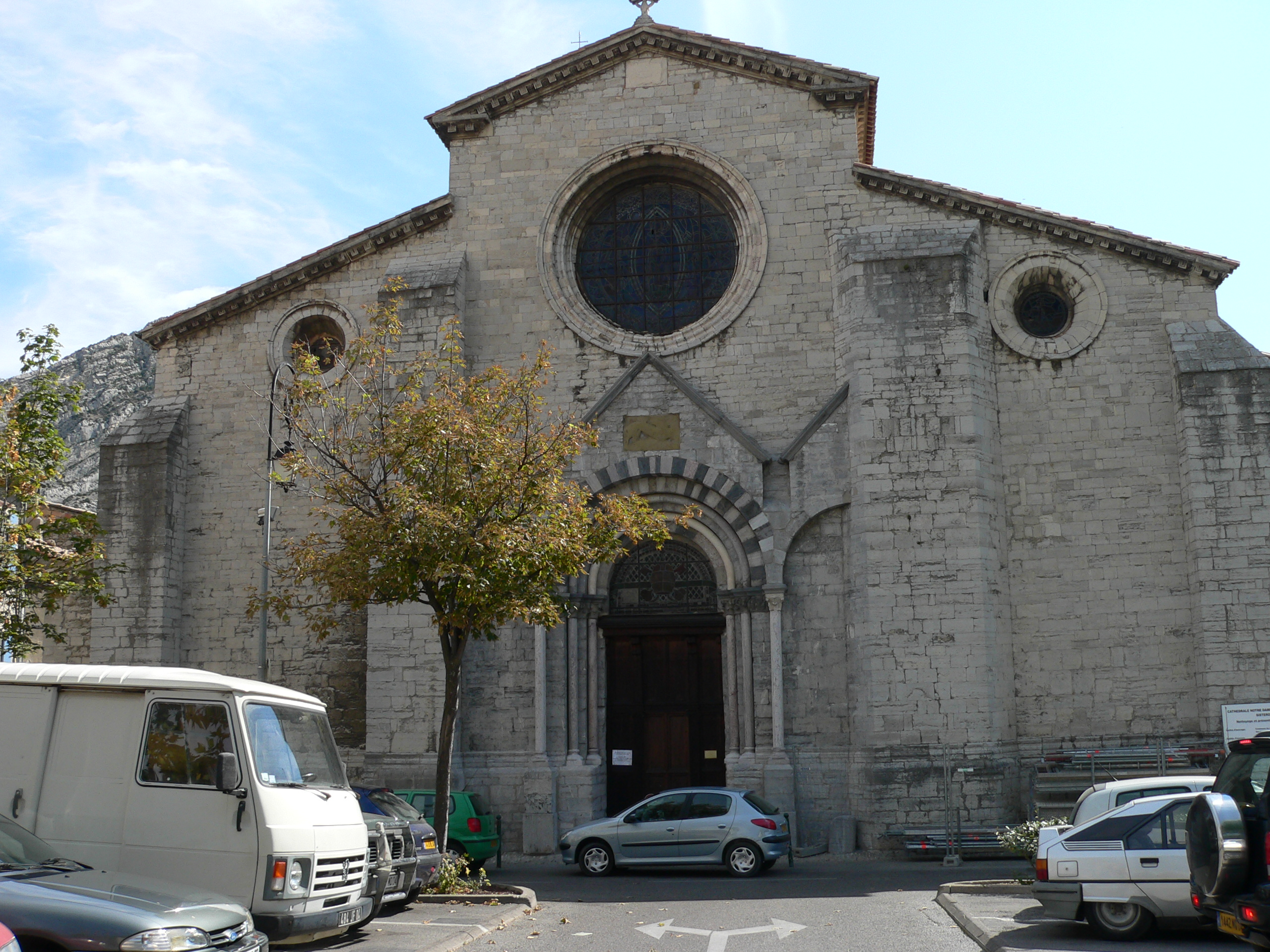
L'ex catedral de Sisteron

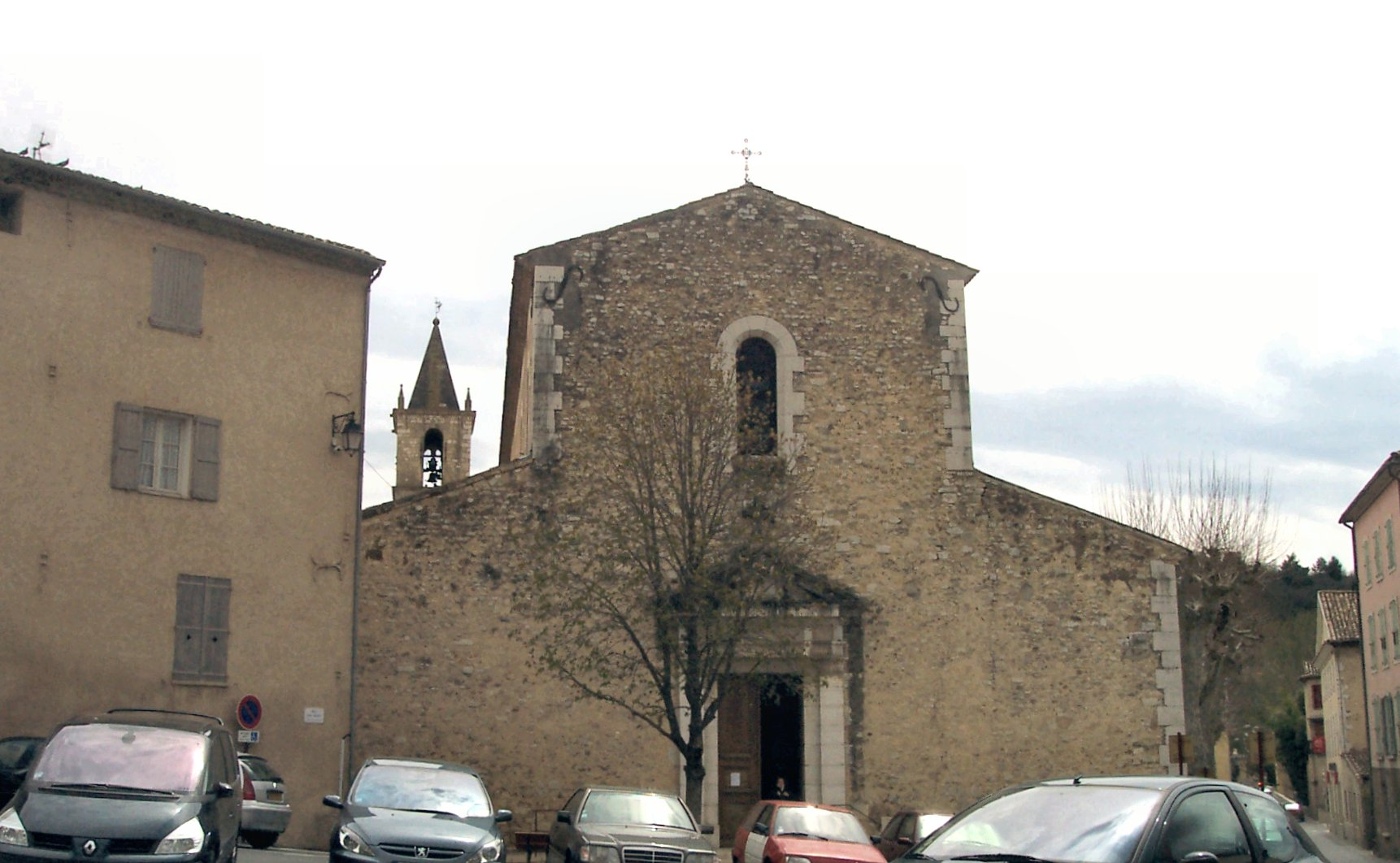
L'ex catedral de Riez

El bisbat de Digne (francès: Diocèse de Digne, llatí: Dioecesis Diniensis) és una seu de l'Església Catòlica a França, sufragània de l'arquebisbat de Marsella. Al 2013 tenia 112.800 batejats sobre una població de 163.500 habitants. Actualment està regida pel bisbe Jean-Philippe Nault.
A la novel·la "Els miserables" un dels personatges de la primera part és el bisbe de Digne.

## Territori
La diòcesi comprèn el departament francès dels Alps de l'Alta Provença.
La seu episcopal és la ciutat de Digne-les-Bains, on es troba la catedral de  Sant Jeroni. A la ciutat també es troba l'ex catedral de Notre-Dame-du-Bourg.
El territori s'estén sobre 6.986 km², i està dividit en 198 parròquies.

## Història
Segons la tradició, l'evangelització de la regió Digne es deu a sant Vicenç, un company de Sant Marcel·lí d'Embrun. Al seu costat es troba la figura de Sant Donnino, considerat el primer bisbe de la diòcesi, que va ser erigida al segle iv. Originalment i fins al 1801 va ser sufragània de l'arxidiòcesi d'Embrun. La petita diòcesi s'estenia sobre dues valls dels Alps, la vall del Bléone i la vall de Bés. El primer bisbe que es pot atribuir amb certesa a Digne és Pentadi, que el 506 va participar en el concili d'Agde.
A principis de l'edat mitjana i fins al segle x, la regió va ser arrasada pels sarraïns, la qual cosa va dificultar la vida cristiana. En aquest període hi ha molt pocs noms coneguts dels bisbes de Digne. Després de la afirmació del regne de Borgonya, els bisbes es van convertir en Digne prínceps feudals amb el govern de la ciutat episcopal, fins a l'annexió de Provença al regne de França en el segle xv.
El seminari diocesà no va ser obert fins al 1779 pel bisbe Pierre-Paul du Caylar. La diòcesi era de grandària modesta com una mica totes les diòcesis de la regió: en 1790 incloïa 33 parròquies, ateses per més de 100 sacerdots seculars i una vintena de sacerdots regulars.
En 1790 el bisbe François du Mouchet de Villedieu va ser declarat deposat per l'autoritat civil en negar-se a jurar la Constitució civil del clergat i reemplaçat el 20 de març de 1791 pel bisbe constitucionalista Jean-Baptiste de Villeneuve, mai no reconegut per la Santa Seu.
Després del concordat amb la butlla Qui Christi Domini del Papa Pius VII del 29 de novembre de 1801 se suprimiren algunes diòcesis, els territoris van ser incorporats, en part, a la diòcesi de Digne, que es va convertir en sufragània de l'arxidiòcesi d'Ais. Per fer coincidir els límits de la diòcesi amb els del departament, el primitiu territori diocesà es va ampliar amb:
- 50 parròquies (de 61) de la diòcesi suprimida de Sisteron;
- 38 parròquies (de 60) de la diòcesi suprimida de Riez;
- 35 parròquies (de 219) de la diòcesi de Gap, inicialment suprimida i restaurada en 1822;[1]
- 31 parròquies (de 98) de la rdiòcesi suprimida d'Embrun;
- 32 parròquies (de 42) de la diòcesi suprimida de Senez;
- 15 parròquies (de 56) de la diòcesi suprimida de Glandèves;
- 9 parròquies (de 33) de la diòcesi suprimida d'Apt;
- 5 parròquies (de 90) procedents de la diòcesi suprimida d'Ais.

A partir del 15 de febrer de 1916, els bisbes de Digne tenen el privilegi d'afegir al seu títol els bisbes de Riez i Sisteron.
El 8 de desembre de 2002, amb la reorganització de les circumscripcions diocesanes franceses, va passar a formar part de la província eclesiàstica de l'arxidiòcesi de Marsella.

## Cronologia episcopal
- San Donnino † (segona meitat del segle iv)
- San Vincenzo † (segona meitat del segle iv)
- Nettario † (abans de 439 - després de 455)
- Memoriale † (citat el 463)[2]
- Pentadio † (citat el 506)
- Porziano † (abans de 524 - després de 533)[3]
- Ilario † (abans de 549 - després de 554)
- Eraclio (o Aredio) † (abans de 573 - després de 585)
- Paolo †
- Massimo † (citat el 614)[4]
- Agape e Bobone † (? - 650 deposat)[5]
- Rambaldo (o Ragambaldo) † (citat el 788)
- Blederico † (citat el 899)
- Emino † (citat el 1025)
- Bernard I † (citat el 1035)
- Hugues I † (abans de 1038 - després de 1065)
- Laugier † (citat el 1070)
- Guy † (citat el 1146)
- Pierre I Hesmido (o Hesmivy) †
- Hugues II de Vars †
- Hugues III †
- Pierre de Droilla †[6]
- Bernard II † (citat el 1076)
- Guillaume de Benevento, O.Cist. † (1179 - vers 1184)[7]
- Guigue (Guy) de Revel † (1184 - després de 1185)
- Bertrand de Turriers † (abans de 1192 - després de 1196)
- Ismidon † (citat el 1206)
- Walon de Dampierre † (citat el 1209)
- Lantelme † (1210 - 6 d'octubre de 1232 mort)
- Hugues de Laon † (abans de 1233 - després de 1242)
- Amblard † (1247 - 1248 renuncià)
- Boniface † (22 d'octubre de 1248 - 25 de maig de 1278 mort)
- Guillaume des Porcelets, O.F.M. † (2 de desembre de 1289 - després de 1294)
- Hugues V † (citat el 1297)
- Renaud des Porcelets † (abans de 2 de gener de 1303 - vers 1318 mort)
- Armand de Vernon † (8 de juliol de 1318 - 25 de gener de 1324 nomenat bisbe de Nîmes)
- Guillaume de Sabran, O.S.B. † (25 de gener de 1324 - vers 1325 mort)
- Guillaume Ebrard † (citat el 1326)
- Elzéar de Villeneuve † (17 de novembre de 1327 - 7 d'octubre de 1341 mort)
- Jean Peissoni † (17 de desembre de 1341 - 2 d'agost de 1361 nomenat arquebisbe de Ais)
- Bertrand de Seguret † (20 de maig de 1362 - vers 1385 mort)
- Nicolas de Corbaire, O.F.M. † (4 de juny de 1397 - 5 de març de 1406 mort)
- Bertrand Raoul, O.F.M. † (10 de març de 1406 - 26 de febrer de 1432 mort)
- Pierre de Verceil, O.S.B. † (31 de març de 1432 - 25 de setembre de 1439 nomenat bisbe de Meaux)
- Guillaume d'Estouteville, O.S.B.Clun. † (25 de setembre de 1439 - 11 de setembre de 1445 renuncià)
- Pierre Turelure, O.P. † (11 de setembre de 1445 - 22 de juliol de 1466 mort)
- Conrad de La Croix † (26 de setembre de 1466 - agost de 1479 mort)
- Antoine de Guiramand † (24 de setembre de 1479 - ? renuncià)
- François de Guiramand † (23 de gener de 1512 - 25 de maig de 1536 mort)
- Chérubin d'Orsière † (4 d'agost de 1536 - 1545 mort)
- Antoine Olivier † (17 de maig de 1546 - 12 de setembre de 1552 nomenat bisbe de Lombez)
- Antoine Hérouet † (6 de febrer de 1553 - de desembre de 1567 mort)
- Henri Le Meignen † (17 de març de 1568 - 1587 renuncià)
- Claude Coquelet † (26 d'octubre de 1587 - 1602 renuncià)
- Antoine de Boulogne, O.M. † (10 de juny de 1602 - 24 de setembre de 1615 mort)
- Louis de Bologne † (24 de setembre de 1615 - de febrer de 1628 mort)
- Raphaël de Bologne † (de febrer de 1628 - 1664 mort)
- Toussaint de Forbin-Janson † (1664 - 9 de juliol de 1668 nomenat bisbe de Marsella)
- Jean-Armand de Rotondis de Biscarras † (3 d'agost de 1668 - 5 d'agost de 1669 nomenat bisbe de Lodève)
- Jean de Vintimille du Luc † (2 de juny de 1670 - 27 d'abril de 1676 nomenat bisbe de Tolone)
- Henri Félix de Tassy † (19 d'octubre de 1676 - 31 de gener de 1678 nomenat bisbe de Chalon)
- François Le Tellier † (28 de febrer de 1678 - 11 de febrer de 1708 mort)
- Henri de Pujet † (3 d'octubre de 1708 - 22 de gener de 1728 mort)
  - Jean d'Yse de Saléon † (18 de febrer de 1728 - 8 de febrer de 1730 nomenat bisbe d'Agen) (bisbe electe)
- Antoine Amable de Feydeau, O.Carm. † (11 de setembre de 1730 - 3 de desembre de 1741 mort)
- Jean-Louis du Lau † (24 de setembre de 1742 - 15 de setembre de 1746 mort)
- Louis Sextius de Jarente de La Bruyère † (10 d'abril de 1747 - 28 de febrer de 1758 renuncià)[8]
- Pierre-Paul du Caylar † (13 de març de 1758 - 15 de desembre de 1784 mort)
- François du Mouchet de Villedieu † (25 de juny de 1784 - 10 d'agost de 1823 mort)[9]
- Irénée-Yves Desolle (Dessole) † (10 de juliol de 1802 - 22 de març de 1805 nomenat bisbe de Chambéry)
- François-Melchior-Charles-Bienvenu de Miollis † (23 de desembre de 1805 - 31 d'agost de 1838 jubilat)
- Marie-Dominique-Auguste Sibour † (23 de desembre de 1839 - 11 de setembre de 1848 nomenat arquebisbe de París)
- Marie-Julien Meirieu † (11 de desembre de 1848 - de gener de 1880 jubilat)
- Louis-Joseph-Marie-Ange Vigne † (27 de febrer de 1880 - 27 de març de 1885 nomenat arquebisbe d'Avinyó)
- Alfred-François Fleury-Hottot † (27 de març de 1885 - 26 de maig de 1887 nomenat bisbe de Baiona)
- Henri-Abel Mortier † (26 de maig de 1887 - 27 de gener de 1889 mort)
- Pierre-Paul Servonnet † (27 de maig de 1889 - 19 d'abril de 1897 nomenat arquebisbe de Bourges)
- Jean Hazera † (19 d'abril de 1897 - 17 de juny de 1905 mort)
- Dominique Castellan † (13 de juliol de 1906 - 26 de maig de 1915 nomenat arquebisbe de Chambéry)
- Léon-Adophe Lenfant † (1 de juny de 1915 - 6 d'agost de 1917 mort)
- Jean-Joseph-Benoît-Marie Martel † (27 de novembre de 1917 - 17 de març de 1923 mort)
- Cosme-Benjamin Jorcin † (23 de desembre de 1923 - 20 de desembre de 1958 mort)
- René-Fernand-Bernardin Collin, O.F.M. † (21 de desembre de 1958 - 1 de desembre de 1980 jubilat)
- Edmond-Marie-Henri Abelé † (1 de desembre de 1980 - 2 de juny de 1987 renuncià)
- Georges Paul Pontier (2 de febrer de 1988 - 5 d'agost de 1996 nomenat bisbe de La Rochelle)
- François-Xavier Jacques Marie Loizeau (10 de novembre de 1997 - 7 de novembre de 2014 jubilat)
- Jean-Philippe Nault, des del 7 de novembre de 2014

## Estadístiques
A finals del 2013, la diòcesi tenia 112.800 batejats sobre una població de 163.500 persones, equivalent al 69,0% del total.
| any  | població | població | població | sacerdots | sacerdots       | sacerdots       | sacerdots             | diaques | religiosos | religiosos | parròquies |
| ---- | -------- | -------- | -------- | --------- | --------------- | --------------- | --------------------- | ------- | ---------- | ---------- | ---------- |
| any  | batejats | total    | %        | total     | clergat secular | clergat regular | batejats por sacerdot | diaques | homes      | dones      |            |
| 1948 | 75.000   | 80.000   | 93,8     | 170       | 170             |                 | 441                   |         |            | 250        | 346        |
| 1970 | 95.000   | 105.000  | 90,5     | 107       | 101             | 6               | 887                   |         | 6          | 290        | 192        |
| 1980 | 107.000  | 120.000  | 89,2     | 99        | 86              | 13              | 1.080                 |         | 22         | 430        | 198        |
| 1990 | 101.000  | 126.000  | 80,2     | 89        | 67              | 22              | 1.134                 |         | 28         | 245        | 198        |
| 1999 | 110.000  | 143.000  | 76,9     | 65        | 51              | 14              | 1.692                 | 2       | 19         | 153        | 198        |
| 2000 | 110.000  | 139.523  | 78,8     | 64        | 49              | 15              | 1.718                 | 4       | 23         | 139        | 198        |
| 2001 | 110.000  | 139.523  | 78,8     | 61        | 48              | 13              | 1.803                 | 4       | 21         | 146        | 198        |
| 2002 | 110.000  | 139.523  | 78,8     | 58        | 46              | 12              | 1.896                 | 4       | 18         | 141        | 198        |
| 2003 | 110.000  | 139.523  | 78,8     | 56        | 43              | 13              | 1.964                 | 5       | 22         | 149        | 198        |
| 2004 | 110.000  | 139.523  | 78,8     | 56        | 48              | 8               | 1.964                 | 5       | 24         | 159        | 198        |
| 2006 | 96.271   | 139.523  | 69,0     | 50        | 43              | 7               | 1.925                 | 6       | 28         | 136        | 198        |
| 2013 | 112.800  | 163.500  | 69,0     | 41        | 30              | 11              | 2.751                 | 10      | 29         | 107        | 198        |